# Ary and the Secret of Seasons
Ary and the Secret of Seasons is een singleplayer computerspel van de Belgische ontwikkelaar en indiestudio eXiin. Het avonturenspel werd in september 2020 uitgebracht en nadien ook aangepast voor spelconsoles door Fishing Cactus. 

## Plot
Ary is een meisje dat getuige is van een vreemde gebeurtenis in haar stad Yule. Wanneer door een onverwachte seizoenwisseling rode kristallen uit de lucht vallen en grote schade aanrichten, gaat ze op zoek naar de Guardians of the Seasons.  Deze bewakers van de seizoenen hebben de macht hebben om de normale cyclus te herstellen. Verder gaat ze ook op zoek naar haar vermiste oudere broer Flynn. Deze verdween toen hij als leerling wintertuinbewaker in het gezelschap was van leerling lentebewaker Prince Crocus.

## Ontvangst
Het spel werd gemengd ontvangen in recensies. Men prees de unieke elementen om de omgeving te veranderen, het verhaal en de personages. Kritiek was er op de vele technische fouten. Op Metacritic, een recensiesverzamelaar, heeft het spel een score van 59% voor de pc-versie.